# Marco Simone
Marco Simone (Castellanza, 7 januari 1969) is een voormalig Italiaans profvoetballer. Na zijn actieve carrière werd hij trainer. Ook was hij voorzitter van voetbalclub AC Legnano.

## Voetballoopbaan

### Carrière in Italië
Simone maakte op 18-jarige leeftijd zijn debuut in de Serie A bij Como. Al na twee competitiewedstrijden werd hij verhuurd aan Virescit, dat uitkwam in de Serie C1. Daar maakte hij tijdens het seizoen 1987/88 indruk door 15 doelpunten te scoren. In de zomer van 1988 keerde hij terug naar Como, waar hij een teleurstellend seizoen kende. De club eindigde op de laatste plaats en degradeerde naar de Serie B. Simone had zich echter in de kijker gespeeld bij Arrigo Sacchi en maakte in 1989 de overstap naar AC Milan. Bij de Rossoneri kende de spits een succesvolle periode: hij won in 1990 de Europacup I, werd viermaal kampioen in de periode 1992-1996 en legde in 1994 beslag op de Champions League.
Zijn persoonlijk beste seizoen was 1994/95 toen Simone, ondanks dat hij geen echte centrumspits was, 17 doelpunten maakte in 30 wedstrijden. Hoewel de spits altijd concurrentie ondervond van spitsen die Wereldvoetballer van het jaar waren geworden (Marco van Basten, Roberto Baggio en George Weah) wist Simone toch 274 wedstrijden voor Milan te spelen waarin hij 74 treffers maakte. In 1997 nam de spits na acht seizoenen afscheid van AC Milan om zijn carrière voort te zetten in Frankrijk.

### Vervolg in Frankrijk
Simone tekende een contract bij Paris Saint-Germain, waar hij een succesvol eerste seizoen kende. Met de club won hij in 1998 de Coupe de France en de Coupe de la Ligue en wist in beide finales te scoren. Zijn goede prestaties werden beloond met de uitverkiezing tot Frans voetballer van het jaar. Het tweede seizoen verliep minder goed en Simone kwam in aanvaring met trainer Artur Jorge. Daarom maakte de spits in 1999 de overstap naar AS Monaco. De eerste twee seizoenen kwam de spits regelmatig binnen de lijnen en wist hij de club in 2000 naar het kampioenschap te leiden met 21 doelpunten. De komst van Didier Deschamps in 2001 betekende echter een ommekeer. Na een conflict met de nieuwe coach werd hij minder vaak opgesteld, waarna de club besloot om Simone te verhuren aan AC Milan. Zijn oude werkgever was op zoek naar een tijdelijke versterking voor de geblesseerde José Mari. Na sporadisch zijn opwachting te hebben gemaakt, keerde de spits in 2002 terug naar het prinsendom. De eerdere aanvaring met Deschamps was echter nog niet vergeten en opnieuw kwam Simone maar weinig aan spelen toe. AS Monaco besloot daarom in oktober 2003 het contract met Simone te ontbinden.
De spits leek daarna zijn carrière voort te zetten bij Florentia Viola (de navolger van het failliete Fiorentina) maar daar werd zijn contract na vier dagen alweer ontbonden. Enkele maanden later vond Simone echter alsnog een nieuwe werkgever. In januari 2004 tekende hij tot het einde van het seizoen een contract bij het Franse Nice. Daar wist Simone echter geen basisplaats te veroveren en besloot hij na drie maanden zijn verbintenis in te leveren.

### Terugkeer naar Italië
In 2005 keerde Simone terug naar Italië om bij AC Legnano te gaan spelen. Aan het einde van het seizoen besloot hij zijn kicksen aan de wilgen maar bleef hij aan de club verbonden als voorzitter.

## Trainerscarrière
In september 2011 bekeerde Simone zich tot het trainerschap, toen hij werd aangesteld als de nieuwe oefenmeester van AS Monaco uitkomend in de Ligue 2. Na afloop van het seizoen werd hij samen met de gehele technische staf ontslagen, aangezien het doel om te promoveren naar de Ligue 1 niet was bereikt. Op 13 oktober 2014 werd Simone aangesteld als trainer-coach van de Zwitserse tweedeklasser FC Lausanne-Sport, waar hij zijn ontslagen landgenoot Francesco Gabriele opvolgde.

## Erelijst
Met AC Milan:
- Europacup I: 1989/90
- Wereldbeker: 1989, 1990
- Europese Supercup: 1989, 1990, 1994
- Champions League: 1993/94
- Serie A: 1991/92, 1992/93, 1993/94, 1995/96
- Supercoppa: 1992, 1993, 1994

Met Paris Saint-Germain:
- Coupe de France: 1997/98
- Coupe de la Ligue: 1997/98
- Trophée des Champions: 1998

Met AS Monaco:
- Ligue 1: 1999/00
- Trophée des Champions: 2000

Persoonlijke prijzen:
- Onze de bronze: 1997
- Frans voetballer van het jaar: 1998